# Josep Piqueras i Cabanilles
Josep Piqueras i Cabanilles (Gandia, 1819 - València, 1870) fou un músic i compositor valencià.
Als vuit anys entrà d'infant de cor en l'església col·legial de la seva vila nadiua, on hi va romandre fins al 1851 en què va rebre les sagrades ordres i aconseguí un benefici d'organista en l'església parroquial de Beniopa. El 1854 passà amb el mateix càrrec a l'església col·legial de Gandia i el 1858 a la metropolitana de València amb els de segon organista i suplent del mestre de capella, guanyant el 1861 per oposició la plaça de mestre en propietat.
Se li deuen nombroses composicions musicals, totes de caràcter religiós, entre elles: un Invitatorio del ofici de la Virgen, Resposorio, Congratulamini mihi, Beata est Virgo Maria, Sicut cedrus exaltata. Quae est ista; Ornatam monilibus, id. Felix namques es, id. Beatam me dicent, responsoris; Miserere, a gran orquestra i cors; Miserere, amb acompanyament de piano, fagot, violoncel, contrabaix i dos cors; salms Dixit Domino i Laetatus sum, a 6 veus; salm Lauda Jerusalem, Salve, a 3 veus i orgue; Gozos a san Antonio de Pàdua, Sección 2.ª y 3.ª del Jueves Santo, Dolores à la Virgen, a 4 veus i orgue; Miserere, a 4 veus; Missa, Dixit, Laetatus, Lauda, Miserere, Lamentaciones, Himno, Sequentiae, Responsorio, Invitatorio, etc., totes les quals s'executen encara arreu de les capelles de música d'Espanya.
La majoria d'aquestes obres es conserven en l'Arxiu de música de la catedral de València.